# Herzog von Montalto

Wappen des Herzogtums Montalto

Gonzalo Fernández de Córdoba y Aguilar (1453–1515), genannt el Gran Capitán, wurde in seinem Leben fünf Mal zum Herzog ernannt:
1. am 10. März 1497 zum Duca di Santangelo (oder Sant’Angelo)
2. am 10. April 1502 zum Duca di Terranuova
3. am 1. Januar 1507 zum Duca di Sessa
4. 1507 zum Duca di Andria
5. 1507 zum Duca di Montalto (bezogen auf Montalto Uffugo, Kalabrien)

Die Ernennungen fanden alle durch die Katholischen Könige in Neapel statt, d. h., dass es sich a priori um italienische Adelstitel handelt. Der dritte Herzog von Sessa gab die übrigen Titel auf, damit der Titel Herzog von Sessa als kastilischer Titel anerkannt wurde. Die abgelegten Titel wurden zwischen 1893 und 1919 von König Alfons XIII. erneuert. In den Jahren dazwischen wurde der Titel eines Duca di Montalto von Nachkommen des Königs Ferdinand I. von Neapel getragen.

## Grafen von Montalto
- Giordano Ruffo, Conte di Montalto († 1343), (Haus Ruffo)
- Giovanni Ruffo, Conte di Montalto, dessen Sohn
- Carlo Ruffo, Conte di Montalto, dessen Bruder
- Antonio Ruffo, Conte di Montalto, dessen Sohn
- Carlo Ruffo, Conte di Montalto e Corigliano, Signore di Paola, Fuscaldo e Acerenza, dessen Sohn
- Covella Ruffo, Contessa di Montalto, Signora di Rossano e Palazzo San Gervasio, dessen Tochter, ⚭
- Giovanni Antonio Marzano († 1453),  2. Duca di Sessa, 5. Conte di Squillace, Conte di Montalto e Corigliano 1445 etc.;

## Herzöge von Montalto
- Gonzalo Fernández de Córdoba y Aguilar (1453–1515), 1507 Duca di Montalto
- Elvira de Córdoba († 1524), dessen Tochter, 2. Duchessa di Sant’Angelo, 2. Duchessa di Sessa, 2. Duchessa di Andria, 2. Duchessa di Terranuova; ⚭ Luis Fernández de Córdoba, 4. Conde de Cabra,
- Gonzalo Fernández de Córdoba (1520–1578), deren Sohn, 3. Duque de Sessa, 3. Duca de Terranuova, 3. Duca di Andria, 3. Duca di Sant’Angelo; ⚭ María Sarmiento de Mendoza, Schwester von Diego de los Cobos y Hurtado de Mendoza, 1. Marqués de Camarasa
- Ferdinando d’Aragona, unehelicher Sohn von König Ferdinand I. von Neapel, 1535 1. Duca de Montalto; ⚭ I Anna Sanseverin, wohl Tochter von Bernardino Sanseverino, 3. Principe di Bisignano; ⚭ II Castellana de Cardona, Tochter von Raimondo de Cardona, 1. Duca di Soma, Vizekönig von Neapel und Vizekönig von Sizilien (Haus Folch de Cardona)
- Antonio d‘Aragona (1506–1543), dessen Sohn aus zweiter Ehe, 2. Duca di Montalto;  ⚭ I Ippolita della Rovere, Tochter von Francesco Maria I. della Rovere, Herzog von Urbino; ⚭ II Antonia de Cardona, 5. Condesa de Collisano, Tochter von Pedro de Cardona, 4. Conte di Collisano
- Pietro d’Aragona († nach 1543), dessen Sohn aus erster Ehe, 3. Duca di Montalto
- Antonio d’Aragona e Cardona (1543–1583), dessen Bruder, 3. Duca di Montalto; ⚭ I Maria de la Cerda y Manuel, Tochter von Juan II. de la Cerda, 4. Duque de Medinaceli; ⚭ II Aloisia de Luna, Duchessa de Bivona, Witwe von Cesare de Moncada, 2. Principe di Paternò
- Maria d’Aragona e de Cardona, dessen Tochter aus zweiter Ehe, 5. Duchuessa di Montalto; ⚭ Francisco de Moncada Luna Peralta e d’Aragona, 3. Principe de Paternò,
- Antonio de Aragón y Moncada (1589–1631) deren Sohn, 6. Duca di Montalto, 4. Principe di Paternò, 5. Duca di Bivona; ⚭ Juana de la Cerda y la Cueva, Tochter von Juan Luis Francisco de la Cerda y Aragón, 6. Duque de Medinaceli
- Luigi Guglielmo Moncada d’Aragona (1614–1672), deren Sohn, 5. Principe di Paternò, 7. Duca di Montalto, 6. Duca di Bivona, 1644–1649 Vizekönig von Sardinien; ⚭ I 1629 María Enríquez Afan de Ribera († 1638), 4. Duquesa de Alcalà de los Gazules, Tochter von Fernando Enríquez de Ribeira, 3. Duque de Alcalà de los Gazules, 1629–1631 Vizekönig von Neapel; ⚭ II Caterina de Montcada, Tochter von Francesc II. de Montcada, 3. Marqués de Aitona
- Fernando Moncada d‘Aragona (1644–1713), dessen Sohn aus zweiter Ehe, 8. Duca di Montalto, 7. Duca de Bivona, 6. Principe di Paternò; ⚭ Maria Teresa Fajardo y Portugal, 7. Marquesa de los Vélez, Tochter von Fernando Álvarez de Toledo y Portugal Monroy y Ayala, 6. Conde de Oropesa etc.
- Teresa Moncada d’Aragona y Fajardo (1665–1728), deren Tochter, 9. Duquesa de Montalto, 8. Duchessa di Montalto, 8. Marquesa de los Vélez; ⚭ I Agustín de Guzmán, 6. Marqués de la Algaba; ⚭ II Fadrique Álvarez de Toledo y Fernández de Córdoba, 8. Marqués de Villafranca del Bierzo
- Fadrique Vicente Álvarez de Toledo Osorio y Moncada, dessen Sohn aus zweiter Ehe, 9. Marqués de Villafranca del Bierzo, Duque de Fernandina, 9. Duca di Montalto, 6. Principe di Montalbano, 7. Principe di Paternò; ⚭ Juana Pérez de Guzmán el Bueno y Silva, Tochter von Manuel Alonso Pérez de Guzmán el Bueno, 12. Duque de Medina-Sidonia
- Antonio Álvarez de Toledo y Pérez de Guzmán el Bueno (1716–1773), deren Sohn, 10. Marqués de Villafranca del Bierzo, 7. Duque de Fernandina, 10. Duca di Montalto, 7. Principe di Montalbano, 8. Principe di Paternò; ⚭ I Teresa Francisca de Córdoba y Spínola, Tochter von Nicolás Fernández de Córdoba Figueroa y Aguilar, 10. Duque de Medinaceli; ⚭ Antonia de Gonzaga y Caracciolo, Tochter von Francesco Gonzaga Pico della Mirandola, 1. Duca di Solferino, Reichsfürst, 9. Principe di Castiglione, 1. Duque de Solferino
- Francisco Manuel Joaquín Pedro Juan Andrés Avelino Cayetano Venancio Francisco de Paula Gonzaga Javier Ramón Blas Tadeo Vicente Sebastián Rafael Melchior Gaspar Baltasar Luis Pedro de Alcántara Buenaventura Diego Andrés Apostol Isidro Álvarez de Toledo y Gonzaga (1756–1798), deren Sohn, 15. Duque de Medina-Sidonia, 11. Duca di Montalto, 9. (10) Duca di Bivona, 8. (7) Duque de Fernandina, 9. Principe di Paternò, 8. (7) Principe di Montalbano; ⚭ María del Pilar de Silva Portugal y Bazán Alvarez de Toledo, 13. Duquesa de Alba de Tormes, Duquesa de Huéscar, Duquesa de Galisteo, Duquesa de Montoro, Tochter von Francisco de Paul de Silva Portugal y Alvarez de Toledo, Duque de Huescar
- Francisco de Borja Álvarez de Toledo y Gonzaga (1763–1821), dessen Bruder, 16. Duque de Medina-Sidonia, 9. (8) Duque de Fernandina, 9.(7) Principe di Montalbano, 10. (11) Duca di Bivona, 12. Duca di Montalto; ⚭ Tomasa Josefa Micaela Joaquina Francisca de Sales Juana Nepomuceno Felipa Palafox y Portocarrero, Tochter von Felipe Antonio Palafox de Croy Havré Centurión
- Pedro de Alcántara Álvarez de Toledo y Palafox (1803–1867), deren Sohn, 17. Duque de Medina-Sidonia, 11. Duque de Fernandina, 11. Principe di Montalbano, Principe di Paternò, 13. Duca di Montalto; ⚭ María Joaquina de Silva y Tellez-Girón, Tochter von José Gabriel de Silva Bazán y Waldstein, 12. Marqués del Viso etc.
- José Joaquín Álvarez de Toledo y Silva (1826–1900), deren Sohn, 18. Duque de Medina-Sidonia, 12. Duque de Fernandina, Principe di Montalbano, Duca di Montalto; ⚭ Rosalia Caro y Álvarez de Toledo, Tochter von Pedro Caro y Salas, 4. Marqués de la Romana
- Joaquín (Gioacchino) Álvarez de Toledo y Caro (1865–1915), deren Sohn, 19. Duque de Medina-Sidonia, 13. Duque de Fernandina, Principe di Montalto (1907); ⚭ Rosarío (Rosalia) Caro y Caro, Tochter von Carlos Caro y Álvarez de Toledo, Conte di Caltavuturo
- Fernando de Bustos y Ruiz de Arana (1899–1955), 2. (4.) Duque de Montalto; ⚭ Angela María Martorell y Téllez-Girón, Tochter von Ricardo de Martorell y de Fivaller, 5. Duque de Almenara Alta
- Fernando de Bustos y Martorell, dessen Sohn, 3. (5.) Duque de Montalto
- Ricardo de Bustos y Martorell, dessen Bruder, 4. (6.) Duque de Montalto; ⚭ María de las Mercedes Morenés y Ruiz-Senén, 16. Marquesa de Campoo, Tochter von Hernando Morenés y Arteaga, García-Alessón y Echagüe, 15. Marqués de Campoo